# الحديقة الوطنية الملكية
الحديقة الوطنية الملكية هي حديقة وطنية محمية تقع في ساذرلاند شاير في ولاية نيو ساوث ويلز الأسترالية، جنوب سيدني مباشرةً، وتقع في دولة داراوال.
تقع الحديقة الوطنية التي تبلغ مساحتها 151 كيلومترًا مربعًا (58 ميلًا مربعًا) على بعد حوالي 29 كيلومترًا (18 ميلًا) جنوب منطقة الأعمال المركزية في سيدني بالقرب من مناطق لوفتوس وأوتفورد وشلال.
وهي ثالث أقدم حديقة وطنية في العالم بعد بوجد خان يول في منغوليا، التي تأسست عام 1783، ويلوستون في الولايات المتحدة، التي أُنشئت عام 1872. أسسها السير جون روبرتسون، القائم بأعمال رئيس وزراء نيو ساوث ويلز، وتم إعلانها رسميًا في 26 أبريل 1879. كان اسمها الأصلي مجرد حديقة وطنية ، ولكن تمت إعادة تسميتها في عام 1955 بعد مرور الملكة إليزابيث الثانية ، ملكة أستراليا في القطار خلال جولتها عام 1954.
تمت إضافة الحديقة إلى قائمة التراث الوطني الأسترالي في ديسمبر 2006.